# Cornimont
Cornimont település Franciaországban, Vosges megyében. Lakosainak száma 3037 fő (2022. január 1.). Cornimont Rochesson, Saulxures-sur-Moselotte, Le Ménil, Ventron, Kruth, Wildenstein, Basse-sur-le-Rupt és La Bresse községekkel határos.

## Népesség
A település népességének változása:
| Lakosok száma | 3402 | 3260 | 3300 | 3208 | 3159 | 3111 | 3062 | 3045 | 3037 |
|               | 2013 | 2015 | 2016 | 2017 | 2018 | 2019 | 2020 | 2021 | 2022 |